# Pierre Allier
Pierre Allier (25 de enero de 1908-14 de diciembre de 1968) fue un trompetista, arreglista y director de orquesta de jazz francés,  mejor recordado por su colaboración con el guitarrista Django Reinhardt.

## Biografía
Allier trabajó a partir de 1929 con Grégor et ses Grégoriens, con quienes realizó sus primeras grabaciones, y en los años siguientes en las bandas de jazz de André Ekyan, Fletcher Allen, Michel Warlop ("Blue Interlude", 1934) y Wal-Berg et hijo Jazz Français. En 1935 tocó con el Quintette du Hot Club de France y en 1938 con el Hot Club Swing Stars, que incluía a: Philippe Brun, Maurice Mouflard, Danny Polo, Alix Combelle, Noël Chiboust, Roger Chaput, Louis Vola y Pierre Fouad. El 22 de marzo de 1940 participó en una sesión de grabación de Django Reinhardt ("Daphne") en la orquesta de estudio bajo la dirección de Philippe Brun.
A finales de la década de 1930, dirigió su propia orquesta en París. A partir de 1938 grabó varios 78 RPM con el sello discográfico Swing bajo su nombre; "Jam Men"/"Peter's Stomp" (SW-25), el 18 de diciembre de 1940, las cinco pistas Begin the Beguine/"Swingin' the Blues" (SW-89), "Dark Eyes"/" Ninouche” (SW-108) y las dos caras discográficas de su composición “Petite Lili” (SW-126), con Django Reinhardt, Hubert Rostaing y Guy Paquinet.El título “Estocolmo” fue creado con Django Reinhardt el 26 de diciembre de 1940. 
En 1941, tocó con la orquesta Raymond Wraskoff, Noël Chiboust, Hubert Rostaing y en septiembre del mismo año con Guy Paquinet. Luego emigró a Sudamérica, donde trabajó en Buenos Aires como músico y arreglista con Booker Pittman, los Jazz Aces franceses y argentinos y su propia banda Pierre Allier's Swing Bakers . En el campo del jazz, participó en 57 sesiones de grabación entre 1929 y 1943, entre ellas: con Aimé Simon-Girard ("Cócteles para dos"), Germaine Sablon ("Je voudrais vivre", 1934), Coleman Hawkins (" Blue Moon ", 1935), Serge Glykson y Charles Trenet.